# ألفريدو أريفالو
ألفريدو أريفالو (بالإسبانية: Alfredo Arévalo) هو عداء مراثوني غواتيمالي، ولد في 20 فبراير 1976 في Uspantán ‏ في غواتيمالا.

## وصلات خارجية
- ألفريدو أريفالو على موقع الاتحاد الدولي لألعاب القوى (الإنجليزية)
- ألفريدو أريفالو على موقع رابطة إحصائيات سباق الطريق (الإنجليزية)
- ألفريدو أريفالو على موقع أوليمبيديا (الإنجليزية)